# نهائي تصفيات دوري الدرجة الثانية الإنجليزية 2024
نهائي تصفيات دوري الدرجة الثانية الإنجليزية 2024 مباراة كرة قدم أقيمت في 19 مايو 2024 في ملعب ويمبلي، لندن، بين كرو ألكساندرا وكراولي تاون. حددت المباراة الفريق الرابع والأخير الذي سيحصل على الصعود من دوري الدرجة الثانية الإنجليزي لكرة القدم، وهو المستوى الرابع من كرة القدم الإنجليزية، إلى دوري الدرجة الأولى الإنجليزي لكرة القدم. حصلت الفرق الثلاثة الأولى في دوري الدرجة الثانية الإنجليزي لكرة القدم 2023–24 ‏، وهي ستوكبورت كاونتي وريكسهام ومانسفيلد تاون، على ترقية تلقائية إلى الدوري الأول، بينما شاركت الأندية التي احتلت المركز الرابع إلى السابع في الجدول في تصفيات الدوري الإنجليزي لكرة القدم 2024. كانت هذه هي المباراة النهائية الثامنة والثلاثين لمباريات الدور الرابع منذ بدء المباريات الفاصلة في عام 1987، وكانت أول مشاركة لكرولي في ويمبلي.

## الطريق إلى النهائي
| م | الفريق                | لعب | ف  | ت  | خ  | أ.له | أ.ع | أ.ف | نقاط |
| - | --------------------- | --- | -- | -- | -- | ---- | --- | --- | ---- |
| 1 | ستوكبورت كونتي (C, P) | 46  | 27 | 11 | 8  | 96   | 48  | +48 | 92   |
| 2 | ريكسهام (P)           | 46  | 26 | 10 | 10 | 89   | 52  | +37 | 88   |
| 3 | مانسفيلد تاون (P)     | 46  | 24 | 14 | 8  | 90   | 47  | +43 | 86   |
| 4 | ميلتون كينز دونز      | 46  | 23 | 9  | 14 | 83   | 68  | +15 | 78   |
| 5 | دونكاستر روفرز        | 46  | 21 | 8  | 17 | 73   | 68  | +5  | 71   |
| 6 | كرو ألكساندرا         | 46  | 19 | 14 | 13 | 69   | 65  | +4  | 71   |
| 7 | كرولي تاون            | 46  | 21 | 7  | 18 | 73   | 67  | +6  | 70   |

أنهى نادي كرو ألكساندرا موسم 2023–24 ‏ العادي في المركز السادس في دوري الدرجة الثانية الإنجليزي لكرة القدم، وهو المستوى الرابع من نظام الدوري الإنجليزي لكرة القدم. أنهوا الموسم بفارق 15 نقطة خلف مانسفيلد تاون (الذين صعدوا في المركز الثالث)، و17 نقطة خلف ريكسهام صاحب المركز الثاني و21 نقطة خلف الفائز بالدوري ستوكبورت كاونتي. أنهى فريق كرو الموسم بفوز واحد فقط في آخر تسع مباريات بالدوري. لعبوا ضد دونكاستر روفرز صاحب المركز الخامس في مباراتي نصف النهائي. أقيمت مباراة الذهاب على ملعب مورنفليك التابع لنادي كرو في 6 مايو. فاز دونكاستر روفرز بالمباراة بنتيجة 2–0 بهدفين سجلهما لوك مولينوكس ‏ وهاريسون بيجينز ‏. في 10 مايو، في مباراة الإياب على ملعب إيكو باور ‏ في دونكاستر، قلب كرو تأخره بهدفين في مباراة الذهاب بهدفين من ميكي ديميتريو وهدف عكسي من جيمس ماكسويل. تم حسم المباراة بركلات الترجيح والتي فاز بها كرو 4–3 مع حارس المرمى ماكس ستريجيك ‏، في النادي على سبيل الإعارة الطارئة من وايكومب واندررز، حيث تصدى لركلات الترجيح من زين ويستبروك ‏ وهاكيب أديلكون ‏. وبهذا الفوز، أصبح كرو الفريق الرابع في تاريخ المباريات الفاصلة الذي يعود من تأخره بهدفين في مباراة الذهاب على أرضه، ويصل إلى النهائي.
احتل فريق كرولي تاون المركز السابع، بفارق نقطة واحدة خلف فريق كرو ألكساندرا. لعبوا ضد ميلتون كينز دونز الذي احتل المركز الرابع، بفارق ثماني نقاط خلف مانسفيلد تاون صاحب المركز الثالث. في أول مباراة فاصلة لهم، في مباراة الذهاب التي أقيمت في 7 مايو على ملعب برودفيلد في كرولي، فاز كرولي 3–0 بأهداف من ليام كيلي وجاي ويليامز ‏ ورونان دارسي ‏. أقيمت مباراة الإياب يوم 11 مايو على ملعب إم كيه ‏. بعد مرور ثلاث دقائق فقط، سجل جاي ويليامز هدفًا لصالح كرولي، وأضاف دانيلو أورسي ‏ الهدف الثاني في الدقيقة 30. سجل ماكس دين ‏ هدفًا لصالح ميلتون كينز دونز في وقت متأخر من الشوط الأول. واستمرت المباراة من جانب واحد في الشوط الثاني، حيث سجل أورسي هدفًا في الدقيقة 48. تم إنقاذ ركلة جزاء دين من قبل حارس مرمى كرولي، كوري أداي قبل أن يسجل جاك رولز ‏ في الدقيقة 80 وأكمل أورسي ثلاثيته في الدقيقة الثانية من الوقت بدل الضائع لتصبح النتيجة النهائية 5–1 و8–1 في مجموع المباراتين، وهو أكبر انتصار في تاريخ مباريات فاصلة في الدوري الإنجليزي لكرة القدم، حيث تقدم كرولي إلى نهائي المباريات الفاصلة وأول مباراة له على الإطلاق في ويمبلي.

## المباراة

### الخلفية
كانت هذه المباراة هي الظهور الأول لفريق كرولي تاون على ملعب ويمبلي في تاريخه الممتد لـ 128 عامًا. تم تخصيص 19،556 تذكرة للنادي في منطقة ويست إند في ملعب ويمبلي وبحد أقصى 38،676 تذكرة، إذا لزم الأمر. تم تخصيص 38،693 تذكرة لنادي كرو ألكساندرا لمباراة الطرف الشرقي من ملعب ويمبلي من الجولة الشمالية إلى الجولة الجنوبية.
تم بث المباراة مباشرة على قناة Sky Sports على قناتي Football وMain Event، كما كانت متاحة للبث المباشر على سكاي جو ‏ وناو. قامت محطات الإذاعة المحلية التابعة لهيئة الإذاعة البريطانية ‏ بتغطية المباراة لكل فريق: إذاعة ستوك التابعة لهيئة الإذاعة البريطانية ‏ لنادي كرو ألكساندرا، وإذاعة ساسكس التابعة لهيئة الإذاعة البريطانية ‏، وإذاعة سري ‏ التابعة لنادي كرولي تاون. قدمت محطة توك سبورت 2 تعليقًا إذاعيًا وطنيًا.

### المباراة
سيطر كرولي على الكرة منذ بداية المباراة، وتقدم 1–0 في الدقيقة 41 عندما تبادل دانيلو أورسي وليام كيلي التمريرات قبل أن يسجل أورسي الهدف بتسديدة من خارج قدمه. اعتقد كرو أنهم حصلوا على ركلة جزاء في الشوط الثاني عندما أدى خطأ بين آدم كامبل وحارس المرمى كوري أداي إلى تمرير كريستوفر لونج إلى لاعب واحد ضد أداي الذي أخرج ساقه. وسقط لونغ على الأرض واحتسب له الحكم بن تونر ركلة جزاء. وبعد تدخل حكم الفيديو المساعد حيث تم توجيه تونر للنظر إلى الشاشة، تم عكس القرار. وأضاف ليام كيلي الهدف الثاني في الدقيقة 85 عندما قابل كيلي تمريرة ديون كونروي القوية إلى الأمام. تصدى قائد فريق كرو ميكي ديميتريو لتمريرة كيلي العرضية قصيرة المدى تجاه أورسي، ليعيد الكرة إلى طريق كيلي ليسجل الهدف. ولم يتم تسجيل أي أهداف أخرى حيث عاد كرولي إلى الدرجة الثالثة من كرة القدم الإنجليزية لأول مرة منذ عام 2015.

### التفاصيل
| كرو ألكساندرا | 0–2   | كرولي تاون          |
| ------------- | ----- | ------------------- |
|               | تقرير | Orsi 41' · كيلي 85' |

| كرو ألكساندرا | كرولي تاون |

| GK       | 42 | ماكس ستريجيك [الإنجليزية]   |     |     |
| RB       | 28 | لويس بيلينغتون [الإنجليزية] |     | 81' |
| CB       | 12 | إد تورنز [الإنجليزية]       |     |     |
| CB       | 5  | ميكي ديميتريو (ق)           |     |     |
| LB       | 3  | ريو أديبيسي                 | 59' |     |
| CM       | 8  | كونور توماس                 |     | 65' |
| CM       | 11 | جويل تابينر [الإنجليزية]    | 66' | 74' |
| RW       | 10 | شيلو ترايسي [الإنجليزية]    |     | 64' |
| AM       | 21 | هارون رووي                  | 19' |     |
| LW       | 7  | كريس لونغ (لاعب كرة قدم)    |     | 74' |
| CF       | 20 | إليوت نيفيت [الإنجليزية]    |     |     |
| البدلاء: |    |                             |     |     |
| FW       | 9  | كورتني بيكر-ريتشاردسون      |     | 64' |
| MF       | 25 | جوش أوسترڤيلد [الإنجليزية]  |     | 65' |
| MF       | 30 | تشارلي كيرك                 |     | 74' |
| MF       | 14 | لويس لي [الإنجليزية]        |     | 74' |
| MF       | 17 | ماتوش هوليتشيك [الإنجليزية] |     | 81' |
| المدرب:  |    |                             |     |     |
| لي بيل   |    |                             |     |     |

| GK          | 1  | كوري أدي                   |     |       |
| CB          | 30 | ويل رايت                   |     |       |
| CB          | 3  | ديون كونروي (ق)            |     |       |
| CB          | 6  | لورنس ماغيري               |     |       |
| RM          | 2  | كيلان جوردون [الإنجليزية]  |     | 65'   |
| CM          | 26 | جاي ويليامز [الإنجليزية]   |     |       |
| CM          | 4  | ليام كيلي                  | 85' |       |
| LM          | 19 | جيريمي كيلي                |     | 90+3' |
| RW          | 8  | كليدي لولوس [الإنجليزية]   |     | 90+3' |
| LW          | 28 | آدم كامبيل                 |     | 55'   |
| CF          | 9  | دانييلو أورسي [الإنجليزية] | 41' |       |
| البدلاء:    |    |                            |     |       |
| MF          | 10 | رونان دارسي [الإنجليزية]   |     | 55'   |
| FW          | 22 | أدي أدييمو [الإنجليزية]    |     | 65'   |
| DF          | 25 | نيك تسارولا [الإنجليزية]   |     | 90+3' |
| MF          | 11 | جاك رولز [الإنجليزية]      |     | 90+3' |
| المدرب:     |    |                            |     |       |
| سكوت ليندسي |    |                            |     |       |

|                     | كرو ألكساندرا | كرولي تاون |
| ------------------- | ------------- | ---------- |
| الاستحواذ           | 37%           | 63%        |
| الأهداف المسجلة     | 0             | 2          |
| تسديدات على المرمى  | 3             | 7          |
| تسديدات خارج المرمى | 3             | 5          |
| الأخطاء المرتكبة    | 13            | 11         |
| الركنيات            | 1             | 6          |
| البطاقات الصفراء    | 3             | 0          |
| البطاقات الحمراء    | 0             | 0          |

## بعد المباراة
أقام نادي كرولي تاون احتفالاً في ملعب برودفيلد في 20 مايو، حيث تمكن المشجعون من مقابلة اللاعبين والحصول على توقيعاتهم وإظهار تقديرهم. اعتذر المدير الفني سكوت ليندسي عن أن بعض لاعبيه كانوا "في حالة سُكر قليلاً". أعلن هداف المباراة ليام كيلي عن دخول اللاعبين واحدًا تلو الآخر إلى أرض الملعب بطريقته المخمورة، كما أعلن أن اللاعبين سيخرجون إلى النوادي بعد المباراة ودعا المشجعين للانضمام إليهم.